# نقود فضية

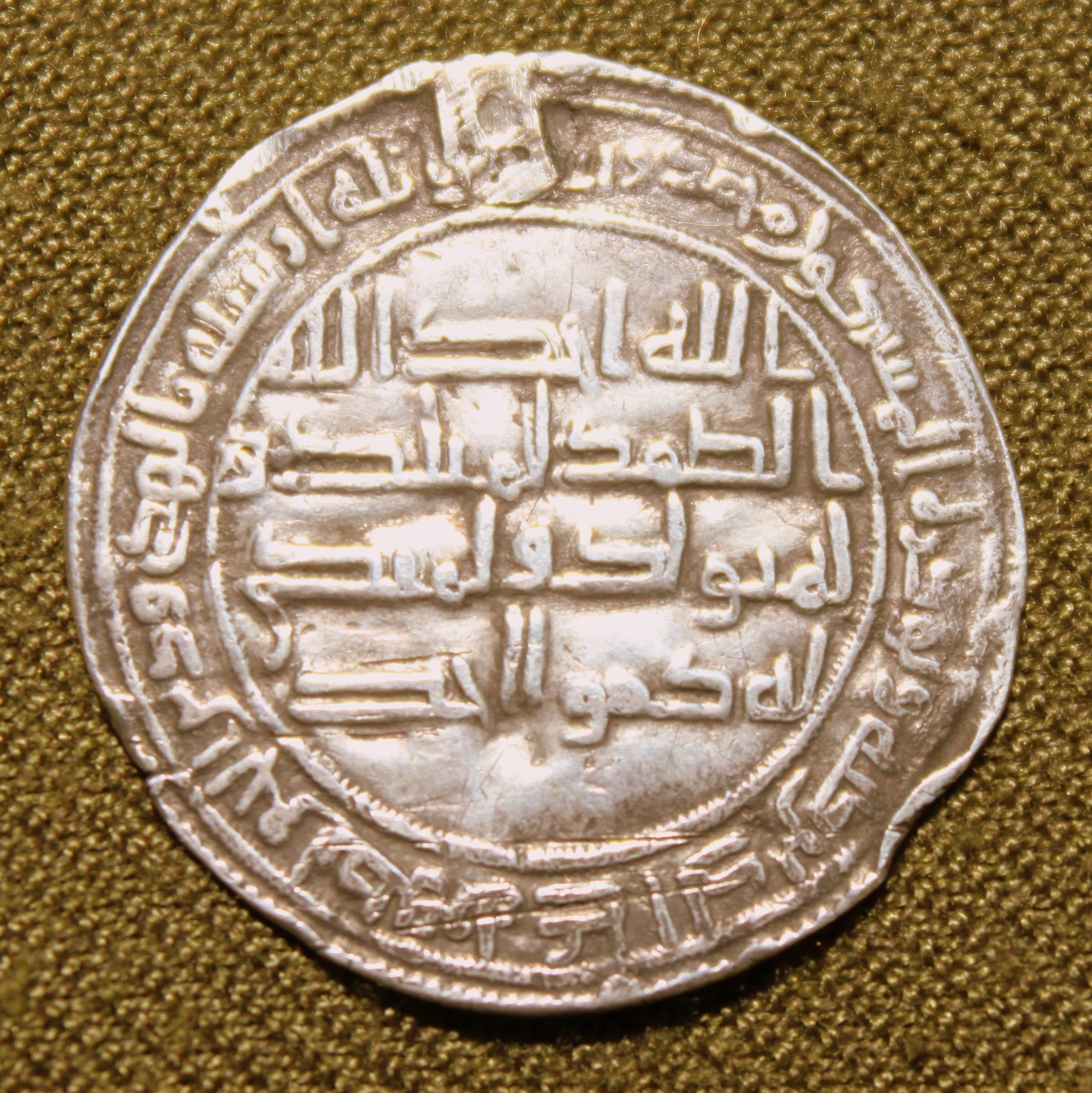
درهم إسلامي فضي صك في عهد الدولة الأموية بمدينة دربند الواقعة في داغستان.

النقود الفضية هي نقود مسكوكة من الفضّة، وهي أقدم أنواع النقود المعدنية المعروفة.
استخدمت النقود الفضية في عدة حضارات على مر التاريخ. إنّ أقدم عملة معدنية مسبوكة كانت في مملكة ليديا في الأناضول حوالي 600 سنة قبل الميلاد؛ كانت تلك النقود مصنوعةً من الإلكتروم، وهي سبيكة طبيعية من الذهب والفضّة. منذ ذلك الزمن كانت قاعدة الفضّة، والتي تشكّل معياراً اقتصادياً مبنياً على وزن ثابت من الفضّة، منتشرةً ومعروفةً في العالم. من النقود الفضّية المعروفة كلّ من الدراخما اليونانية القديمة، والديناريوس الروماني، وكذلك الدراهم الفضّية الإسلامية على اختلافها، والتي كانت واسعة الانتشار في العصور الوسطى. من النقود الفضّية المعروفة أيضاً الروبية الهندية الفضّية من زمن سلطنة مغول الهند، وكذلك الدولار الإسباني؛ وكذلك التالر النمساوي.